# Gabriel Esteve i Fuertes
Gabriel Esteve i Fuertes (Les Cases de Bàrcena, València 1900 - València, L'Horta 1987). Fou un pintor valencià que va cursar estudis en l'Escola de Belles Arts de Sant Carles de València i va ser deixeble de Ricardo Verde i Antoni Fillol.
En 1930 va obtenir la Tercera Medalla en l'Exposició Nacional de Madrid. En 1934 va aconseguir la Medalla d'Or de l'Exposició Regional de València. Una de les seues obres pictòriques va ser enviada al Pavelló d'Espanya de l'Exposició Internacional de París, de 1937.
Els paisatges de l'horta valenciana, les masies, les alqueries, les escenes populars, les festes dels pobles, les clavariesses, les dones de l'horta van alimentar la seua pintura, era un home que estimava la seua terra i li agradava treballar a l'aire lliure on va produir gran quantitat de dibuixos, apunts, quadres. Va pintar l'any 1934 l'obra Xiques de Massalfassar, i té dedicat un carrer a Massalfassar.
Fou membre de la generació de la Sala Blava, de la qual van formar part el cartellista Josep Renau, els escultors Antoni Ballester i Francesc Badia, el dibuixant i escultor Rafael Pérez Contel i el pintor Francesc Lozano.
Va participar en diverses exposicions col·lectives del Cercle de Belles Arts i en diverses sales comercials de València. La seua obra es troba repartida en diversos museus i en nombroses col·leccions privades.

## Obres
- Combregar a L'Horta (1930)
- Xiques de Massalfassar (1934)[1]
- Retrato de D. Felipe Maria Garín Ortiz de Taranco
- Alcalde d'Albuixec[1]